# Botna
Botna (ukr. Ботна) – rzeka w Mołdawii, prawy dopływ Dniestru. Ma 152 kilometry długości, co czyni ją szóstą pod względem długości rzeką w Mołdawii.
Roczna wielkość spływu wynosi 14,8 mln metrów sześciennych.